# Roldana acutangula
Roldana acutangula là một loài thực vật có hoa trong họ Cúc. Loài này được (Bertol.) Funston mô tả khoa học đầu tiên năm 2008.